# Cipolla di Sermide
La cipolla di Sermide è un prodotto agricolo tipico della Lombardia orientale, al quale è stato riconosciuto il marchio P.A.T..
La coltivazione coinvolge i comuni di Borgocarbonara e Sermide e Felonica. La Cipolla di Sermide, seminata in autunno e raccolta all'inizio dell'estate, è di colore giallo paglierino..
Presso l’Agriturismo Corte Gardinala a Moglia di Sermide è presente il Museo della cipolla di Sermide.